# Tweeddale

Posizione di Tweeddale in Scozia

Tweeddale (in lingua gaelica scozzese: Srath Thuaidh/Tuaidhdail) è un'area di commissione e area di luogotenenza nel distretto degli Scottish Borders, nella Scozia sud-orientale. I suoi confini corrispondono a quelli della contea storica del Peeblesshire.

## Geografia
Al momento del censimento del 2001, la regione aveva una popolazione di 17.394 persone e costituiva la più piccola delle cinque aree di commissione degli Scottish Borders.
Tweeddale è il nome tradizionale del bacino del fiume Tweed; quest'area terminava prima che lo Yarrow Water confluisse nel Tweed, e l'area pertanto confinava a sud e ad est con lo spartiacque Yarrow/Tweed e a nord e ad est con lo spartiacque Gala/Tweed.

## Storia
Tweeddale fu anche un distretto storico della Scozia, che confinava con Teviotdale e Marches ad est, Liddesdale e Annandale a sud, Clydesdale a ovest e Lothian a nord. Si trova all'interno dell'ex area storica del Peeblesshire. 
Il distretto che copriva gli sceriffati di Peebles e Selkirk divenne poi conosciuto come  Contea di Peebles nel nord e Contea di Selkirk, o "Ettrick Forest" a sud, due delle contee tradizionali della Scozia.
La principale riorganizzazione dell'area avvenne con il Local Government (Scotland) Act del 1889, che istituì un sistema uniforme di consigli di contea e consigli cittadini in Scozia, e ristrutturò ufficialmente molte delle contee scozzesi.